# Llanidan
Llanidan es una parroquia al suroeste de Anglesey, que incluye la población de Brynsiencyn. La parroquia se sitúa a lo largo del estrecho de Menai, aproximadamente 4 millas al noreste de Caernarfon cruzando el estrecho. La iglesia parroquial se encuentra cerca de la autopista A4080, algo al este de Brynsiencyn.

## Historia
Se ha sugerido que fue aquí donde el general romano Suetonio desembarcó el año 60 d. C., y de nuevo en 78 por Agricola, en sus intentos por pacificar a los Ordovices del noroeste de Gales y Anglesey, en un lugar conocido como Bryn Beddau, ("La Colina de las Sepulturas" en galés).
En la Edad Media la parroquia formaba parte de la comuna de Menai, en el cantref de Rhosyr.

## Habitantes importantes
Entre los habitantes importantes asociados con la parroquia se encuentran Henry Rowlands, que era el rector de Llanidan cuando publicó el Mona Antiquae Restarata en 1723, y el industrial Thomas Williams de Llanidan, que vivió en Plas Llanidan.

## Ocio
Hay un criadero de caballos. Llanidan Stud suministra ponis galeses de tipo Cob (sección C) y Cobs galeses (sección D). Es propiedad de E.W Jones.